# HBL All-Star Game 2009
Das HBL All-Star Game 2009 fand am 7. Juni 2009 in der Max-Schmeling-Halle in Berlin vor 7.614 Zuschauern statt. Es war die zehnte Auflage dieses Events.
Eine internationale Auswahl der Handball-Bundesliga gewann gegen die Nationalmannschaft des DHB mit 38:35 (17:19).

## TOYOTA HBL-Auswahl
| Nr.         | Name               | Verein                   |          |          |          |          |          |          |
| Torhüter    | Torhüter           | Torhüter                 | Torhüter | Torhüter | Torhüter | Torhüter | Torhüter | Torhüter |
| ----------- | ------------------ | ------------------------ | -------- | -------- | -------- | -------- | -------- | -------- |
| 1           | Thierry Omeyer     | THW Kiel                 |          |          |          |          |          |          |
| 1           | Mario Kelentrić    | MT Melsungen             |          |          |          |          |          |          |
| 12          | Silvio Heinevetter | SC Magdeburg             |          |          |          |          |          |          |
| verletzt    | Henning Fritz      | Rhein-Neckar Löwen       |          |          |          |          |          |          |
| Feldspieler |                    |                          |          |          |          |          |          |          |
| 4           | Arne Niemeyer      | HSV Hamburg              |          |          |          |          |          |          |
| 5           | Dragoș Oprea       | Frisch Auf Göppingen     |          |          |          |          |          |          |
| 6           | Oscar Carlén       | SG Flensburg-Handewitt   |          |          |          |          |          |          |
| 13          | Momir Ilić         | VfL Gummersbach          |          |          |          |          |          |          |
| 14          | Mark Schmetz       | TBV Lemgo                |          |          |          |          |          |          |
| 14          | Steffen Stiebler   | SC Magdeburg             |          |          |          |          |          |          |
| 15          | Lars Christiansen  | SG Flensburg-Handewitt   |          |          |          |          |          |          |
| 17          | Konrad Wilczynski  | Füchse Berlin            |          |          |          |          |          |          |
| 17          | Ljubomir Vranjes   | SG Flensburg-Handewitt   |          |          |          |          |          |          |
| 17          | Daniel Brack       | HBW Balingen-Weilstetten |          |          |          |          |          |          |
| 18          | Hans Lindberg      | HSV Hamburg              |          |          |          |          |          |          |
| 18          | Stephan Just       | GWD Minden               |          |          |          |          |          |          |
| 19          | Volker Michel      | HSG Wetzlar              |          |          |          |          |          |          |
| 20          | Savas Karipidis    | MT Melsungen             |          |          |          |          |          |          |
| 24          | Bartłomiej Jaszka  | Füchse Berlin            |          |          |          |          |          |          |
| verletzt    | Nikola Karabatić   | THW Kiel                 |          |          |          |          |          |          |
| Trainer     |                    |                          |          |          |          |          |          |          |
|             | Rolf Brack         | HBW Balingen-Weilstetten |          |          |          |          |          |          |
|             | Kai Wandschneider  | TSV Dormagen             |          |          |          |          |          |          |

## DHB-Nationalmannschaft
| Nr.         | Name              | Verein                   |          |          |          |          |          |          |
| Torhüter    | Torhüter          | Torhüter                 | Torhüter | Torhüter | Torhüter | Torhüter | Torhüter | Torhüter |
| ----------- | ----------------- | ------------------------ | -------- | -------- | -------- | -------- | -------- | -------- |
| 1           | Johannes Bitter   | HSV Hamburg              |          |          |          |          |          |          |
| 16          | Carsten Lichtlein | TBV Lemgo                |          |          |          |          |          |          |
| Feldspieler |                   |                          |          |          |          |          |          |          |
| 2           | Stefan Kneer      | TV Großwallstadt         |          |          |          |          |          |          |
| 3           | Uwe Gensheimer    | Rhein-Neckar Löwen       |          |          |          |          |          |          |
| 5           | Dominik Klein     | THW Kiel                 |          |          |          |          |          |          |
| 6           | Michael Müller    | TV Großwallstadt         |          |          |          |          |          |          |
| 7           | Martin Strobel    | HBW Balingen-Weilstetten |          |          |          |          |          |          |
| 8           | Sebastian Preiß   | TBV Lemgo                |          |          |          |          |          |          |
| 14          | Steffen Weinhold  | HSG Nordhorn             |          |          |          |          |          |          |
| 17          | Manuel Späth      | Frisch Auf Göppingen     |          |          |          |          |          |          |
| 19          | Patrick Groetzki  | Rhein-Neckar Löwen       |          |          |          |          |          |          |
| 20          | Christian Schöne  | Frisch Auf Göppingen     |          |          |          |          |          |          |
| 21          | Lars Kaufmann     | TBV Lemgo                |          |          |          |          |          |          |
| 24          | Michael Haaß      | GWD Minden               |          |          |          |          |          |          |
| Trainer     |                   |                          |          |          |          |          |          |          |
|             | Heiner Brand      |                          |          |          |          |          |          |          |

## Statistik
DHB - TOYOTA HBL-Auswahl
DHB: Kaufmann (6), Gensheimer (5/1), Klein (4/3), Späth (4), Preiß (3), Haaß (3), Kneer (2), Müller (2), Strobel (2), Weinhold (2), Schöne (2)
HBL: Niemeyer (6), Ilic (5), Oprea (4), Wilczynski (4), Christiansen (3/1), Karipidis (3/1), Just (3), Carlèn (2), Jaszka (2), Lindberg (2), Brack (2), Michel (1), Schmetz (1)
Schiedsrichter: Bernd Methe/Reiner Methe (Vellmar)
Zuschauer: 7.614

## Auszeichnungen
| MVP                       | Trainer                    | Rookie                                | Lebenswerk/Karriereleistung Handball                                       | Schiedsrichter                     |
| ------------------------- | -------------------------- | ------------------------------------- | -------------------------------------------------------------------------- | ---------------------------------- |
| Thierry Omeyer (THW Kiel) | Alfreð Gíslason (THW Kiel) | Patrick Groetzki (Rhein-Neckar Löwen) | Steffen Stiebler (SC Magdeburg)/ Ljubomir Vranjes (SG Flensburg-Handewitt) | Bernd Methe/Reiner Methe (Vellmar) |